# Wilhelmine Badl
Wilhelmine (auch Willy oder Will) Badl (* 23. Dezember 1899 in Graz; † 13. Dezember 1956 in Wien) war eine österreichische Bildhauerin, Grafikerin und Malerin.

## Leben
Wilhelmine Badl war eine Schwester des Grazer Architekten Viktor Badl (1900–1971). Sie studierte Bildhauerei an der Kunstgewerbeschule in Graz bei Wilhelm Gösser. Außerdem besuchte sie die Akademien der bildenden Künste in Rom und Athen.
Nach dem Studium wirkte Badl als freie Künstlerin in Graz. Sie trat insbesondere als Bildhauerin in Erscheinung, malte aber auch, spielte Orgel und versuchte sich als Dramatikerin, wobei sie männlich klingende Pseudonyme wie Willy Badl verwendete. Das Grazer Volksblatt bezeichnete sie 1924 als „eine der originellsten Gestalten der Stadt“.
Badl gehörte der Genossenschaft bildender Künstler in Graz an. 1928 nahm sie an der Jubiläumsschau des steiermärkischen Künstlervereins in Graz teil, wo sie Holzplastiken, Bildnisbüsten und Terrakotten präsentierte. Um 1930 gab sie Modellierkurse für Kinder an der evangelischen Schule in Graz. 1931 wurde sie für ihr Gesamtschaffen mit der silbernen Medaille der Stadtgemeinde Graz ausgezeichnet.
1931 beschickte Badl die Ausstellung der Wiener Frauenkunst in den Räumen des Hagenbundes mit Holzskulpturen. Um dieses Jahr zog sie nach Wien, wo sie weiterhin künstlerisch tätig war und 1956 im Alter von 56 Jahren starb.
Badl hatte mit dem Grazer Komponisten, Geiger und Musikpädagogen Artur Michl (1897–1965) einen gemeinsamen Sohn, der im Zweiten Weltkrieg fiel. Mit dem Maler und Grafiker Johannes Wohlfart (1900–1975) verband sie eine Künstlerfreundschaft.

## Werk
Wilhelmine Badl erlangte vor allem durch ihre Holzplastiken, Porträtbüsten und Terrakotten Bekanntheit. Die Sammlung der Neuen Galerie Graz hält zwei weibliche Gips-Porträtbüsten aus 1919 bzw. Anfang der 1920er Jahre, die akademisch-realistisch gestaltet sind. Dagegen weist die dortige Terrakotta-Madonnenskulptur aus dem Jahr 1928 kubisch-vereinfachte Formen auf. Aus Wiener Privatbesitz sind ein Linolschnitt-Zyklus und Aquarelle von Badl bekannt, die wohl in den 1930er Jahren entstanden und die mit ihrer Reduktion und Gesellschaftskritik der Neuen Sachlichkeit nahe stehen.
1924 veröffentlichte Badl Das Lied des Bramo-Pitt, ein Requiem in rhythmisch gefasster Prosa. 75 Exemplare erschienen in luxuriöser Ausstattung bei Leuschner & Lubensky, wobei Johannes Wohlfart Buchschmuck und Initialen in Form von Holzschnitten beisteuerte, die nach dem Druck vernichtet wurden.
Bildhauerisches Werk (Auswahl)
- Mädchenkopf, 1919, Gips, 51 × 45 × 30 cm, Neue Galerie Graz
- Frauenbüste (wahrscheinlich Selbstbildnis), ca. 1920, getönter Gips, 35 × 30 × 21, Neue Galerie Graz
- Frau mit Kind (Madonna), 1928, glasiertes Terracotta, 33 × 22 × 10 cm, Neue Galerie Graz
- Prozession, bunte Holzgruppe, 1929, 142. Ausstellung des Steiermärkischen Kunstvereines[7]

Grafiken (Auswahl)
- Zwei Mädchen, ca. 1925, Linolschnitt auf Papier, aquarelliert, 14 × 17,7 cm
- Zwei Frauen, ca. 1925, Bleistiftzeichnung auf Papier, 21,5 × 24 cm
- Die Weltreligionen, ca. 1925, Bleistiftzeichnung auf Papier, 21 × 12 cm
- Konzert, ca. 1935, Linolschnitt auf Japanpapier, 25,3 × 20 cm
- Rechnung am Sonntag, ca. 1935, Linolschnitt auf Japanpapier, 23,5 × 20,4 cm
- Ausflug am Sonntag, ca. 1935, Linolschnitt auf Japanpapier, 24,6 × 19,7 cm
- Menschen auf einer Bank, ca. 1935, Linolschnitt auf Japanpapier, 21 × 19 cm
- Kakteen, ca. 1935, Linolschnitt auf Japanpapier, 23 × 19,7 cm
- Prozession, ca. 1935, Linolschnitt auf Japanpapier, 16,4 × 17,4 cm

Schriften
- Das Lied des Bramo-Pitt: Ein Requiem. Holzschnitte Umschlag, Titelblatt und Initialen von Johannes Wohlfahrt. Leuschner & Lubensky, Graz 1924.

## Ausstellungen (Auswahl)
- 1924, 1928, 1929, 1930, 1931: Steiermärkischer Kunstverein, Graz
- 1928: Steirische Jubiläums-Kunstschau, Industriehalle, Graz
- 1931: Wiener Frauenkunst, Räume des Hagenbund, Wien
- 2020: Ladies first! Künstlerinnen in und aus der Steiermark 1850–1950, Neue Galerie Graz